# 1907年帝国会议
1907年的帝国会议是1907年4月15日在伦敦召开，1907年5月14日结束的一场会议。会议期间通过了一项决议，将这次和今后的会议重命名为帝国会议。会议的主席是英国首相亨利·甘贝尔-班纳曼爵士。
会议决定不再将英国自治殖民地称之为殖民地，而是授予它们自治地位。在会议的声明中，加拿大与澳大利亚改称为自治领。9月26日皇家公告授予纽芬兰殖民地与新西兰殖民地自治领地位。还提到，纳塔尔与开普殖民地将与1907年获得自治权的两个布尔殖民地奥兰治河殖民地与德兰士瓦殖民地联合，并于1910年组成南非联邦，并成为自治领。
会议上还讨论了爱尔兰自治和印度自治的可能性。有人提出与帝国特惠制相关论题，但由于英国支持自由贸易，而被英国首相否决。

## 与会者
会议由英王爱德华七世主持，英国首相与各自的内阁成员参加了会议。与会者如下：

| 国家         | 姓名                     | 职位               |
| ------------ | ------------------------ | ------------------ |
| 英国         | 亨利·甘贝尔-班纳曼       | 首相 （主席）      |
| 英国         | 额尔金伯爵               | 殖民地事务大臣     |
| 英国         | 爱德华·格雷              | 外交大臣           |
| 英国         | 特威德茅斯勋爵           | 第一海军大臣       |
| 英国         | 霍尔丹子爵               | 战争大臣           |
| 英国         | H·H·阿斯奎斯             | 财务大臣           |
| 英国         | 大卫·劳合乔治            | 商业大臣           |
| 英国         | 第一代巴克斯顿伯爵       | 邮政大臣           |
| 英国         | 洛尔本伯爵               | 大法官             |
| 英国         | 约翰·伯恩斯              | 地方政府委员会主席 |
| 英国         | 約翰·莫萊                | 印度事务大臣       |
| 英国         | 克鲁侯爵                 | 枢密院议长         |
| 英国         | 温斯顿·丘吉尔            | 副殖民地大臣       |
| 澳大利亚     | 艾爾弗雷德·迪金          | 总理               |
| 澳大利亚     | 威廉·萊恩                | 贸易和海关部长     |
| 加拿大       | 威爾弗里德·勞雷爾        | 总理               |
| 加拿大       | 弗雷德里克·威廉·博恩     | 民兵和国防部长     |
| 加拿大       | 路易斯-菲利普·布羅德烏爾 | 海洋和渔业部长     |
| 开普殖民地   | 利安德·斯塔爾·詹姆森     | 总理               |
| 开普殖民地   | 托馬斯·斯馬特            | 公共工程专员       |
| 纳塔尔殖民地 | 弗雷德里克·摩爾          | 总理               |
| 德兰士瓦     | 路易斯·波塔              | 总理               |
| 德兰士瓦     | 理查德·所羅門            | 总代理             |
| 纽芬兰殖民地 | 羅伯特·邦德              | 总理               |
| 新西兰殖民地 | 約瑟夫·沃德              | 总理               |